# Římské království
Římské království (latinsky Regnum Romanum) byla monarchistická vláda města Říma a jeho teritorií. O historii Římského království je toho známo málo, jelikož se z té doby nedochovaly žádné písemné záznamy a všechny jeho dějiny byly napsány během Římské republiky a Římského impéria, a z velké části se zakládají na legendách. Nicméně dějiny Římského království začínají založením města, tradičně datovaném na rok 753 př. n. l., a končí svržením králů a založením Římské republiky někdy okolo roku 509 př. n. l.

## Zrození Říma
To, z čeho se později zrodila Římská republika a nakonec se stalo impériem, začalo nejspíše jako nepatrná osada okolo pahorku Palatin u řeky Tibery ve střední Itálii. Palatin a okolní pahorky představovaly snadno udržitelnou pozici v širokých úrodných pláních okolo nich. Zdá se, že Palatin samotný mohl být osídlen nejpozději v 10. stol. př. n. l.
Tradiční popis římské kultury, který se k nám dostal od Livia, Plútarcha, Dionýsia z Halikarnassu a jiných, je ten, že v prvních stoletích vládla Římu řada sedmi králů. Tradiční chronologie podle Varra udává dobu jejich vládnutí na 243 let (753 až 510/509 př. n. l.), což by činilo až podezřele mimořádný průměr vládnutí jednoho krále – téměř 35 let. Fakticky máme prokázanou existenci pouze posledních tři králů (dva z nich byli Etrusky), zbylí čtyři se považují za legendární. Nicméně i o posledních třech králích je známo relativně málo informací. Galové dost možná zničili všechny římské historické záznamy, když po Bitvě u Allie v roce 390 př. n. l. drancovali město, takže o království neexistují žádné soudobé záznamy. Archeologické důkazy nicméně podporují fakt, že přinejmenším nějaká stavení existovala již před polovinou 8. století př. n. l. Přesný letopočet spojený s nějakým založením města je však pozdější a neshodují se v něm ani mnozí antičtí historikové a archeologie neumožnila zatím poznat, jak a kdy přesně Řím vznikl.

## Legendy a králové
Podle starořímských pramenů se založení města Říma tradičně datuje do roku 753 př. n. l., což bylo později přijato za počátek římského letopočtu (ab urbe condita – od založení města). Zřejmě již od 10. století př. n. l. existovala na Kapitolu a Palatinu první sídla. Později se osady rozšířily i na okolní pahorky při řece Tibeře, z kterých pak snad jejich pozvolným spojováním vzniklo město, jehož náboženským a politickým centrem se stal Kapitol. Založení města uprostřed 8. století př. n. l. se zhruba kryje s počátkem řecké kolonizace Itálie. Jaký přesný vliv (zda vůbec nějaký) na založení města však mohli mít Řekové či Etruskové je v současnosti stále nejisté.
Ani v antice se nevědělo, jak přesně Řím vznikl. Římané měli k dispozici značný počet legend a museli, jak píše Plútarchos, si vždy zvolit tu "nejvěrohodnější". Podle nejznámější legendy však souvisí vznik Říma s dějinami Tróje. Přeživší Trójané měli být prý přivedeni na území Latia hrdinou Aeneem, synem Anchísa a bohyně Venuše. Aeneas měl být dávným předkem dvojčat se jmény Romulus a Remus, kteří měli být na příkaz krále města Alba Longa brzy po narození vhozeni do Tibery. Dvojčata se však neutopila a poté, co se ocitla na břehu, uslyšela dle pověsti jejich pláč vlčice, která měla oba chlapce odkojit. Bratři později krále Amulia porazili a založili si vlastní město, jehož vládcem se nakonec údajně stal Romulus. Remus, který se dle pověsti začal Romulovi posmívat a přeskočil brázdu označující budoucí hradby města, byl nato Romulem zabit. Pověst tím Římanům říkala, že nikdo, ani vlastní rodina, není důležitější než Řím samotný. Pověst také vypráví o tom, jak převážně mužské obyvatelstvo nového města uneslo manželky kmene Sabinů, aby se Řím mohl dále rozrůstat. Pověst o založení města vznikala postupně a zformovala se zcela jistě nejdříve v období republiky. Historikové dnes věří tomu, že únos sabinských žen či spojitost s Trójou byly ukázkou odlišnosti Římanů od Etrusků či Řeků a zároveň ukazovala Římany jako kulturně heterogenní, čímž měli vysvětlovat soužití s několika etniky v jednom městě. Zde je jasná spojitost s Etrusky, neboť dva římští králové byli právě etruského původu.
Tradice říká, že po Romulovi měli vládnout městu další tři mytičtí králové. Numa Pompilius (králem snad v letech 715 až 673 př. n. l.) údajně zavedl římské náboženské obřady a zvyky. Za Tulla Hostilia (673 - 642 př. n. l.) si Řím v roce 659 př. n. l. údajně upevnil své postavení zničením Alba Longy. Dnešní historici však silně pochybují o významu Alby Longy a tuto osadu považují přinejmenším za dost přeceňovanou. Ancus Marcius (u moci kolem 642 až 617 př. n. l.) se snažil o rozšíření města. Snad mohl založit přístav v Ostii, ačkoliv pro to chybí důkazy. Obyvatelstvo bylo rozděleno na tři tribue (kmeny), které se dělily na kurie a rody, podle nichž se scházelo lidové shromáždění (comitia curiata). Vliv tohoto typu shromáždění začal klesat po reformách Servia Tullia.
Vliv Etrusků na vznik města není zcela objasněn. Nicméně dva z posledních tří králů byli Etruskového původu, konkrétně Tarquinius Priscus a Tarquinius Superbus. Za vlády posledních králů Řím rychle vyrostl v největší město Apeninského poloostrova a domohl se velkého hospodářského významu, například i neboť kontroloval důležité obchodní trasy: Via Latina a Via Salaria. Prvním etruským králem se stal dle tradice v roce 616 př. n. l. Tarquinius Priscus, který vedl válku se sousedními Latiny. Jeho nástupce, který neměl být etruského původu, král Servius Tullius prý nechal postavit městské hradby a provedl také setninovou reformu vojska a lidového shromáždění. Římští historikové mu přičetli i další reformy typu zavedení mincí anebo cenzus obyvatel. Avšak moderní historikové věří spíše tomu, že tyto reformy neuskutečnil a byly mu pouze přiřčeny snad, protože se věřilo, že je vykonal, případně aby více vynikl oproti poslednímu a velmi neoblíbenému králi. Poslední římský (resp. etruský král), Tarquinius Superbus („Zpupný“), byl z města vyhnán aristokraty pod vedením Lucia Junia Bruta, protože, jak tvrdí prameny, byl velmi nepopulárním vládcem a jeho syn měl dokonce znásilnit a donutit k sebevraždě ctnostnou římskou matrónu Lukrécii. Dle tradované legendy se Tarquinius Superbus nevzdal a požádal o pomoc jiného etruského krále, Porsennu. Ten se podle názoru některých historiků zmocnil Říma (ať už na pokyn Superba anebo ne) snad někdy až kolem roku 507 př. n. l.. Jiní historici se ovšem domnívají, že Porsenna Řím nedobyl. Podle legendy zachránil Řím před jeho útokem jediný muž – Horatius Cocles. Dost možná si však Římané zajistili svobodu vysokým výkupným. Jasné je jen to, že se jednalo o krátkou epizodu a v Římě byla nastolena republika.
Rok 509 př. n. l., který se tradičně udává za datum této události, byl přijat až mnohem později a není pokládán za příliš jistý. Zřejmě byl odvozen od vyhnání Peisistratovců (příbuzní Peisistrata) z Athén v roce 510 př. n. l. Historici se však domnívají, že datum proměny království v římskou republiku (res publica v překladu znamená "věc veřejná") nastal přibližně někdy v této době, nejspíše někdy na konci 6. st. př. n. l. 
Kulturně byli Římané ve svých počátcích vystaveni silnému vlivu Etrusků. Jejich prostřednictvím se dostali rovněž do kontaktu s řeckou kulturou. Příkladem jsou etruská čísla, od Etrusků bylo převzato rovněž písmo (z něhož se později vyvinula latinská abeceda), ptákopravectví (auspicia), pohřební rituály a mnohé další kulturní vymoženosti a náboženské zvyklosti. Vyhnáním posledního etruského krále se nic nezměnilo. Etruskové se nadále podíleli na politickém i ekonomickém fungování města.

## Politické instituce

### Král
Raný Řím byl monarchie řízená králi (latinsky rex). Královský titul nebyl dědičný a král evidentně nemusel být původem Říman. Dříve se mohlo jednat o velitele nějakých frakcí či kmenů, kteří si dokázali nějakým způsobem zajistit vládu a stát se tak králi. O kompetencích jednotlivých králů je toho známo jen velmi málo. Král (rex) však měl pravděpodobně nejvyšší moc správní, vojenskou i náboženskou. Současně stál v čele rodových vůdců – senátorů (stařešinů), kteří vykonávali poradní funkci. Po nastolení republiky převzali výkonnou a velitelskou moc dva konzulové a náboženskou převzal tzv. "Rex sacrorum", což byl člověk, který sice nesl ve svém jméně pozůstatek slova král ("rex"), ale měl autoritu jen v náboženských otázkách. Došlo tedy k rozdělení kompetencí, aby nikdo již nemohl být tak mocný jako byli v minulosti římští králové.
Insignie římských králů údajně mohly být:
- dvanáct liktorů nesoucí fasces,
- právo sedět na kurulském křesle,
- zlatem vyšívaná nachová tóga (toga picta),
- červené boty
- bílý diadém na hlavě

Ze všech těchto insignií byla nejdůležitější nachová tóga.
Jestliže byl král suverénní, pak mu náležela nejvyšší moc státu a díky jeho pozici zastával tyto pozice:
1. vrchní výkonná moc – sloužil jako předseda vlády s možností prosadit zákony, spravoval všechen státní majetek, rozděloval dobyté území a dohlížel na veřejně prospěšné stavby
2. vrchní velitel – velitel římské armády s možnostmi odvádět k vojsku a organizovat legie, jmenovat vojenské velitele a vést válku
3. hlava státu – sloužil jako hlavní představitel Říma ve vztazích s ostatními mocnostmi a přijímal všechny cizí velvyslance
4. velekněží – sloužil jako oficiální představitel Říma a jeho lidí před bohy
5. hlavní zákonodárce
6. nejvyšší soudce – posuzoval všechny občanské a kriminální případy

### Senát
Romulus dle legendy zřídil senát po založení Říma tak, že vybral nejurozenější muže (bohaté a s legitimními ženami a dětmi), aby sloužili jako městská rada. Dle tradice se římský senát původně sestával ze 100 senátorů, což ale není jisté. Nicméně maximálně od reformy Servia Tulia disponoval již 300 členy.
V monarchii měl senát nejspíše jen relativně omezenou moc a autoritu, protože většinu politické moci vlastnil král a mohl ji vykonávat bez jeho souhlasu. Senát fungoval hlavně jako králova rada a koordinátor zákonů. Není zcela jasné, jaký vliv mohl mít senát či shromáždění lidu na královu zákonodárnou moc. Král zákony vytvářel, není však už jisté, jestli sám či s jejich pomocí (či dle situace).

## Veřejné úřady po monarchii
Aby se nahradila vláda králů, byl zřízen nový úřad: konzul. Zprvu dva konzulové, kteří byli voleni na jeden rok, vlastnili všechnu královu moc a mohli navzájem vetovat své činy. Později byla moc konzulů oslabena předáním částí jejich funkcí praetorům a censorům.